# Lasius claviger
Lasius claviger is een mierensoort uit de onderfamilie van de schubmieren (Formicinae). De wetenschappelijke naam van de soort is voor het eerst geldig gepubliceerd in 1862 door Roger. De soort staat bekend als sociale parasiet. Zo doodt de claviger-koningin de koningin van een andere Lasius-soort zoals de Lasius neoniger om haar plaats in te nemen en zo via haar nazaten door verdrukking van het oorspronkelijke mierenvolk van een lasius neonigernest een lasius clavigernest te maken.